# Fuente del Puerto de Karachi
La Fuente del Puerto de Karachi está situada junto a la roca norte de una serie de islas conocidas como las rocas Oyster, en las afueras del Puerto de Karachi en Pakistán. La fuente es la tercera más alta del mundo, y se eleva una altura de 190 m (620 pies) cuando trabaja con toda su fuerza. Desde su inauguración el 15 de enero de 2006, la fuente ha estado atrayendo a visitantes de todo Pakistán. La estructura de la fuente y la plataforma de 135 metros cuadrados (15 mx 9 m) esta sobre 16 pilotes de 18 metros de profundidad. Dos bombas de 835 caballos de fuerza (623 kW) con turbinas ofrecen casi 2.000 litros de agua de mar por segundo a una velocidad de 70 metros por segundo a través de un diseño especial de boquillas de 8 pulgadas (200 mm).